# فرنار أحمر
فرنار أحمر (الاسم العلمي: Furnarius rufus) (بالإنجليزية: Rufous Hornero)‏ هو نوع من الطيور يتبع جنس الفرنار من الفصيلة الفرنارية.